# Sauber Junior Team
Il Sauber Junior Team è un'iniziativa del Stake F1 Team Kick Sauber di Formula 1, per aiutare la crescita dei giovani piloti fino a portarli in Formula 1.

## Piloti attuali
| Pilota           | Anni  | Campionato attuale                          | Titoli vinti in Sauber Junior Team                       |
| ---------------- | ----- | ------------------------------------------- | -------------------------------------------------------- |
| Théo Pourchaire  | 2019– | Super Formula Formula 1 (Riserva)           | Campionato ADAC di Formula 4 Campionato FIA di Formula 2 |
| Miguel Costa     | 2020– | Karting                                     | nessuno come membro sauber junior team                   |
| Marcus Amand     | 2023- | Porsche Sprint Challenge Europa meridionale | nessuno come membro sauber junior team                   |
| Léna Bühler      | 2023- | Formula Regional europea                    | nessuno come membro sauber junior team                   |
| Taym Saleh       | 2023- | Tba                                         | nessuno come membro sauber junior team                   |
| Zane Maloney     | 2024- | FIA Formula 2 Formula 1 (Riserva)           | nessuno come membro sauber junior team                   |
| Carrie Schreiner | 2024- | F1 Academy                                  | nessuno come membro sauber junior team                   |

## Piloti Passati
| Pilota                 | Anni       | Campionati con la Sauber Junior |
| ---------------------- | ---------- | --- |
| Esteban Gutiérrez      | 2010–2012  | GP3 Series (2010) GP2 Asia Series (2011) GP2 Series (2011–2012)                                                                    |
| Robin Frijns           | 2012–2013  | Formula Renault 3.5 Series (2012) GP2 Series (2013)                                                                                |
| Sergej Sirotkin        | 2013–2014  | Formula Renault 3.5 Series (2013-2014)                                                                                             |
| Tatiana Calderón       | 2017–2020  | World Series Formula V8 3.5 (2017) GP3 Series (2017-2018) FIA Formula 2 (2019) Super Formula (2020) European Le Mans Series (2020) |
| Callum Ilott           | 2019       | FIA Formula 2 (2019) |
| Arthur Leclerc         | 2019       | Campionato ADAC di Formula 4 (2019)                                                                                                |
| Lirim Zendeli          | 2019       | FIA Formula 3 (2019) |
| Fabio Scherer          | 2019       | FIA Formula 3 (2019) |
| Raoul Hyman            | 2019       | FIA Formula 3 (2019) |
| Roman Staněk           | 2019       | Campionato ADAC di Formula 4 (2019) Campionato italiano di Formula 4 (2019)                                                        |
| Alessandro Ghiretti    | 2019       | Campionato ADAC di Formula 4 Campionato italiano di Formula 4 (2019)                                                               |
| Stuart White           | 2019       | Campionato francese di Formula 4 (2019)                                                                                            |
| Joshua Dufek           | 2019       | Karting (2019) |
| Juan Manuel Correa     | 2019, 2021 | FIA Formula 3 |
| Dexter Patterson       | 2019–2020  | Karting (2019) Formula 4 EAU (2020) Campionato italiano di Formula 4 (2020)                                                        |
| Christian Ho           | 2019–2021  | Karting (OK) |
| Ugo Ugochukwu          | 2020       | CIK-FIA European Championship - OKJ (2020)                                                                                         |
| Petr Ptáček            | 2020       | Formula Renault Eurocup (2020) |
| Harry Thompson         | 2020       | Karting (2020) |
| Piotr Czaja            | 2020       | Karting (2020) |
| Emerson Fittipaldi Jr. | 2020–2021  | F4 Danese Karting |
| Tiziano Monza          | 2020–2021  | Karting (60 Mini) |
| Maciej Gladysz         | 2021       | Karting OKJ |
| Sonny Smith            | 2021       | Karting OKJ |
| Gustaw Wisniewski      | 2021       | Karting (OKJ) |
| Zachary David          | 2021–2022  | Karting |
| Roberto Faria          | 2022       | Campionato GB3 |